# Lagynopteryx chilensis
Lagynopteryx chilensis är en fjärilsart som beskrevs av Butler 1882. Lagynopteryx chilensis ingår i släktet Lagynopteryx och familjen mätare. Inga underarter finns listade i Catalogue of Life.